# Tyldesley
Tyldesley est une ville située dans le District métropolitain de Wigan, compté métropolitain de Grand Manchester en Angleterre.
Sa population était de 16 142 habitants en 2001.
L'économie de la ville est liée au coton et au charbon.

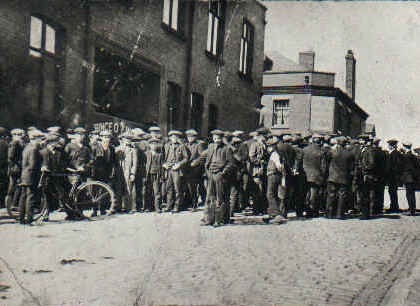
Mineurs de Tyldesley pendant la grève générale de 1926.